# 落合祐輔
落合 祐輔（おちあい ゆうすけ、1987年 - ）は、日本のライトノベル作家、脚本家、シナリオライター、映像ディレクター。

## 来歴
茨城県出身。
高校卒業後、日本工学院八王子専門学校に進み、卒業後はテレビ制作会社で4カ月だけADをやりながら投稿を続けた。2015年、第11回MF文庫Jライトノベル新人賞審査員特別賞を受賞した。
以後、ライトノベルの執筆・出版のみならず、ゲームシナリオの執筆やYouTube動画の制作など、様々な分野で活動している。

## 作品

### 小説
- 『俺と魔物の異世界レストラン』（『MF文庫J』イラスト：Syroh）
  1. 2015年12月22日発売 ISBN 978-4-04-068014-9
  2. 2016年4月22日発売 ISBN 978-4-04-068317-1
- 『聖剣転生してギャルと…!?』（『MF文庫J』イラスト：あなぽん）
  1. 2016年11月25日発売 ISBN 978-4-04-068756-8
- 『おまえ本当に俺のカノジョなの?』（『MF文庫J』イラスト：ろうか）
  1. 2018年9月25日発売 ISBN 978-4-04-065237-5
- 『素直になれたら廃ゲーマーな妹でもかまってくれますか?』（『講談社ラノベ文庫』イラスト：竹花ノート）
  1. 2019年5月31日発売 ISBN 978-4-06-516486-0
- 『俺の姪は将来、どんな相手と結婚するんだろう？』（『GA文庫』イラスト：けんたうろす）
  1. 2021年8月12日発売 ISBN 978-4-8156-1172-9
  2. 2021年11月12日発売 ISBN 978-4-8156-1173-6
- 『雨のちギャル、ときどき恋。』（『ガガガ文庫』イラスト：バラ、キャラクター原案：蜂蜜ヒナ子）
  1. 2024年9月18日発売 ISBN 978-4-09-453209-8

### ゲーム
- 東京クロノス：シナリオ制作協力
- IDOLY PRIDE：シナリオ制作協力

### 映像制作
- 義妹生活（YouTube、2020年4月2日 -)：YouTubeチャンネルディレクター